# Жељко Шашић
Жељко Шашић (Београд, 31. октобар 1969) српски је поп-фолк певач. Познат је по песмама Гори море, Црна жено, Ко на грани јабука (дует са Светланом Ражнатовић) и Очи пуне туге (дует са Драганом Мирковић). Такође је био учесник прве сезоне музичке емисије Твоје лице звучи познато. У марту 2017. мења Зорицу Брунцлик у жирију Пинкових звезда.

## Дискографија

### Студијски албуми
- Гори море (1994)
- На истој таласној дужини (1995)
- Две ране (1996)
- Она је прича живота мога (1997)
- Заборави ме (1999)
- Неко други (2000)
- 007 (2003)

### Компилацијски албуми
- The Best Of

### Дуети и сарадње
- Ко на грани јабука (1994) са Цецом
- Само једном се воли (1995) са Мајом Николић
- Очи пуне туге (1996) са Драганом Мирковић
- После свега  са Елом Би (обрада песме Виво пер леи Андрее Бочелија)
- Приђи приђи (2008) са Романом Панић
- Ко ће сада да ти брани (2020) са Милицом Атанацковић

## Фестивали

### Гранд фестивал
- Од љубави се не живи, 2006
- Приђи, приђи (дует са Романом Панић), 2008
- Кафанска, 2010

### 
- Довиђења, друга награда фестивала, 2014
- Паклена је ноћ, 2015